# Бело-розовая квакша
Бело-розовая квакша (лат. Dendropsophus sarayacuensis) — вид лягушек из семейства квакш (Hylidae).
Она встречается в бассейне Амазонки в Боливии, Бразилии, Эквадоре, Перу, Венесуэлы, и, предположительно, Колумбии.
Вид является распространённым в некоторых частях своего ареала (Перу и Эквадор). Это ночные, древесные лягушки, обитающие в подлеске растительности в первичных и вторичных тропических лесах и лесных опушках. Яйца откладывают вне воды, в то время как головастики развиваются в воде, во временных и постоянных водоёмах.